# Erosion
Indenfor geologi er erosion fjernelse af materiale, som sker på grund af naturligt slid på landskabet. Erosion kan skyldes flere, eventuelt samvirkende årsager:
- Erosion (herunder kysterosion) er en begivenhed hvor vandstrøm eller vind fjerner jord eller sten fra et sted i jordens skorpe, hvorefter det vil blive transporteret til et andet sted, hvor det bliver aflejret. En af måderne erosion kan ske er ved at det bliver slidt ned af vandet. Disse små ændringer kan være få millimeter årligt, men over årtusinderne vil der være store ændringer. Erosionen på grund af jordens geomorfologiske egenskaber, dvs. landskabets udformning som den er opstået ved typisk tektonik og vulkanisme.
  - Vand (havklinter, ådale)
  - Vind (vindslid, vindslibning)
- Forvitring er en type erosion som er kendetegnene for bl.a. gletsjere. Den fysiske forvitring kan ske ved slibnings- og knusningsprocesser. Det foregår ved at regnvand og smeltevand finder vej ind i små sprækker i klipperne, når vandet fryser til is vil det udvide sig og flække klipperne til mindre stykker, disse fragmenter er igen med til at slibe og knuse mindre klippestykker. En anden type er kemisk forvitring, når f.eks. CO2 fra syreregn ætser mineralerne.
  - Is (saddeldale, tunneldale)
  - Syre (jordfaldshuller, forvitring)
  - Slibning (jættegryder)